# Chantico

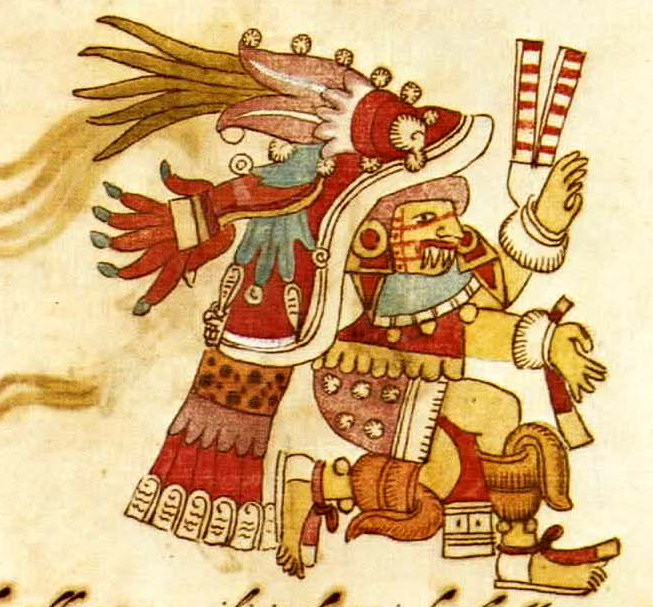
Chantico

Chantico was in de Azteekse mythologie de godin van de vulkanen en het haardvuur. Doordat ze een paprika gegeten had terwijl het eigenlijk vastentijd was, werd ze als straf door de god Tonecatecutli veranderd in een hond. Ze draagt een mantel vol giftige cactus-stekels.